# Rare Exports : The Official Safety Instructions
Pour plus de détails, voir Fiche technique et Distribution.
Rare Exports : The Official Safety Instructions ou The Official Rare Exports Inc. Safety Instructions 2005 (en français : Le guide officiel de sécurité de Rare Exports) est un court métrage finlandais de Noël sorti en 2005 et réalisé par Jalmari Helander. Il peut être visionné en ligne dans sa version originale en anglais. Il suit le court métrage Rare Exports, Inc. (2003) et précède le long métrage Père Noël origines (2010).

## Synopsis
Cette fois, le court métrage distille de précieux conseils aux personnes susceptibles de s’approcher de ces pères Noël avides de chair fraîche. À la suite d’un terrible accident ayant fait de nombreuses victimes, les trois employés décident d’instaurer des consignes de sécurité face à cette espèce difficilement apprivoisable. Leur mission est de garantir la sécurité des personnes chargées de réceptionner les colis dans lesquels sont enfermés les pères Noël. Ainsi, pour maintenir ces hommes primitifs hors de danger, il faut éviter de faire du bruit, s’abstenir de fumer, les distraire en leur donnant des biscuits au gingembre et ne pas consommer d’alcool. Ces précautions s’avèrent être indispensables pour garantir la survie de cette espèce en voie d’extinction…

## Distribution
- Otso Tarkela : un père Noël
- Onni Tommila (en) : le petit garçon
- Tommi Korpela : le marker
- Jorma Tommila : le sniper
- Tazu Ovaska : le tracker
- Niko Saarela : un travailleur portuaire
- Petri Manninen : un travailleur portuaire
- Kari Miettinen : un travailleur portuaire
- Kimmo Tolvanen : un travailleur portuaire
- Aimo Lehtonen : un père Noël en entraînement
- Jonathan Hutchings : le narrateur